# 내 어깨 위 고양이, 밥 2
《내 어깨 위 고양이, 밥 2》(A Gift from Bob, 광고 제목: A Christmas Gift from Bob)는 영국에서 제작된 찰스 마틴 스미스 감독의 2020년 가족, 드라마 영화이다. 밥 등이 주연으로 출연하였고 앤드류 보스웰 등이 제작에 참여하였다.
2016년 영화 내 어깨 위 고양이, 밥의 후속작이며 2020년 크리스마스 전기 드라마 영화로서 2020년 11월 6일 개봉하였다.

## 출연

### 주연
- 루크 트레더웨이
- 밥 (자기 역)
- 크리스티나 톤테리 영
- 팔두트 샤르마

## 기타
- 미술: 안토니아 로우
- 시각효과: 이고르 가마
- 시각효과: 마티아스 로리
- 의상: 루시아 산타 마리아
- 배역: 캐롤린 맥리드

## 같이 보기
- 크리스마스 영화 목록